# 13116 Hortensia
A 13116 Hortensia (ideiglenes jelöléssel 1993 TG26) a Naprendszer kisbolygóövében található aszteroida. Eric Walter Elst fedezte fel 1993. október 9-én.